# Davit' Bek
Davit' Bek (in armeno Դավիթ Բեկ) è un comune di 813 abitanti (2010) della Provincia di Syunik in Armenia.
Nel suo territorio è presente una riserva naturale promossa ad uso turistico.